# Maceo Plex
Eric Estornel, mais conhecido por seus nomes de cena Maceo Plex ( /ˈmeɪsioʊ/ ), Maetrik e Mariel Ito, é um DJ cubano-americano, criado em Dallas e Miami produtor de música techno e vencedor do DJ Awards.

## Biografia
Ele é mais conhecido por sua produção variada, influenciada principalmente por house e techno, mas também por elementos de electro e tech house ; Ele é um artista de longa data em muitos dos principais clubes de Ibiza, incluindo o agora fechado Space e Amnesia, e desde 2016, organisa suas próprias festas, Mosaic by Maceo, durante o verão em Pacha .
Em julho de 2017, Estornel lançou um novo projeto conceitual intitulado Solar, em homenagem ao seu bebê. É o terceiro álbum, através do qual ele queria criar uma conexão mais profunda e significativa com o público. O projeto combinou música ambiente, breakbeats e melodias, com toques de dub e techno e vocalistas convidados. Solar foi lançado pela Lone Romantic, o novo label de música electrónica do Estornel.
O EP Return de duas faixas sob a Clash Lion Records foi lançado em setembro de 2017, o primeiro lançamento de Estornel como Maetrik desde o EP Unleash The Beast de 2012. Na primavera de 2018, Estornel criou o CD - fabric98, sua estreia em fabric mix que leva o nome de seu pseudônimo de Ibiza, mas reflete a música que ele fez sob vários disfarces, incluindo Maetrik e Mariel Ito nos últimos 20 anos. fabric98 mix é um artista que homenageia a respeitada série de CDs enquanto se mantém fiel ao seu amor por misturar vários gêneros em uma mistura cheia de viagem. Sua produção mais recente é o álbum Mutant Series lançado em março de 2019 pela Ellum Audio. Em 2021, ele remixou a música Insomnia de Faithless, de 1995 .
Atualmente reside em Barcelona, Espanha com sua esposa e filhos.

## Discografia

### Álbuns de estúdio
- Life Index (Crosstown Rebels, 2011)
- Journey to Solar (Ellum Audio, 2016)
- Solar (Lone Romantic, 2017)
- Mutant Series (Ellum Audio, 2019)

### Singles e EPs
- Maetrik / Maceo Plex - Clubs EP (Resopal Schallware, 2009)
- Vibe Your Love (Crosstown Rebels, 2010)
- Under the Sheets EP (No.19 Music, 2011)
- High & Sexy EP (Ellum Audio, 2011)
- Your Style (Crosstown Rebels, 2011)
- Sweating Tears EP (Crosstown Rebels, 2011)
- Maceo Plex & Elon - Bummalo EP (ReSolute Label, 2011)
- Odd Parents & Maceo Plex - Get Enough (Leftroom, 2012)
- Frisky (Crosstown Rebels, 2012)
- Jon Dasilva & Maceo Plex - Love Somebody Else (Ellum Audio, 2012)
- Space Junk (Ellum Audio, 2012)
- Jupiter Jazz (Maceo Plex & Danny Daze) - Booty Jazz (Ellum Audio, 2013)
- In Excess (Ellum Edits, 2013, sem créditos)
- Maceo Plex & Maars apresentando Florence Bird - Going Back (Ellum Audio, 2013)
- Conjure One (Ellum Audio, 2014)
- Conjure Two (Minus, 2014)
- Conjure Superstar (Kompakt, 2014)
- Conjure Infinity (Drumcode, 2014)
- Maceo Plex & Gabriel Ananda - Solitary Daze (Ellum Audio, 2014)
- Solar Sampler (Ellum Audio, 2015)
- Maceo Plex featuring CAR - Mirror Me (Kompakt, 2015)
- Journey to Solar (Ellum Audio, 2016)
- The Tesseract (Ellum Audio, 2017)
- Mutante 1 - Maceo Plex & Maars (Correspondant Music, 2018)
- Mutant 2 (Ellum Black, 2018)
- Mutant Robotics (Ellum Audio, 2018)
- Mutant Romance (MPLX, 2018)
- Maceo Plex & Program 2 - Revisão feat. Giovanni (Áudio Ellum, 2021)

### Remixes
| Year | Artist                               | Track                                 | Title                                                                        |
| ---- | ------------------------------------ | ------------------------------------- | ---------------------------------------------------------------------------- |
| 2010 | Glimpse                              | "Walk Tall"                           | Maceo Plex Remix                                                             |
| 2011 | Azari &amp; III                      | "Manic"                               | Maceo Plex Remix                                                             |
| 2011 | Bazar                                | "Hard to Find"                        | Maceo Plex Funk Drop                                                         |
| 2011 | DJ T. featuring Cari Golden          | "City Life"                           | Maceo Plex Remix                                                             |
| 2011 | Jin Choi                             | "Half Baked"                          | Maceo Plex Deep Remix Maceo Plex Groove Remix                                |
| 2011 | Laura Jones                          | "Love In Me"                          | Maceo Plex Remix                                                             |
| 2011 | Maceo Plex                           | "Your Style"                          | Maceo Plex Re-Visit                                                          |
| 2011 | Martin Dawson featuring NRG          | "Think About It"                      | Maceo Plex Remix                                                             |
| 2012 | Jon Dasilva featuring Joi Cardwell   | "Love Somebody"                       | Maceo Plex Bonus Tool                                                        |
| 2012 | Maetrik                              | "Walk Alone"                          | Maceo Plex Revenge Mix                                                       |
| 2013 | Ali Love featuring Kali              | "Emperor"                             | Maceo Plex Last Disco Remix                                                  |
| 2013 | Aphex Twin                           | "Polynomial-C"                        | Maceo Plex Edit                                                              |
| 2013 | Azari &amp; III                      | "Manic"                               | Maceo Plex Lost Version                                                      |
| 2013 | Butch featuring Benjamin Franklin    | "Highbeams"                           | Maceo Plex Remix                                                             |
| 2013 | Eric Volta                           | "Rez-Shifter"                         | Maceo Plex Remix                                                             |
| 2013 | Footprintz                           | "Uncertain Change"                    | Maceo Plex Reconception Remix                                                |
| 2013 | Good Guy Mikesh                      | "Place of Love"                       | MP Edit                                                                      |
| 2013 | Jaydee                               | "Payback"                             | Maceo Plex Remix                                                             |
| 2013 | Lab Insect aka Nomenklatür           | "Oh Happy Day"                        | Maceo Plex Edit                                                              |
| 2013 | Mathias Schaffhäuser                 | "Nice to Meet You"                    | Maceo Plex Remix                                                             |
| 2013 | Mattski                              | "Escapism"                            | Maceo Plex Conversation Remix                                                |
| 2013 | Murr featuring Rosina                | "Dive into the Deepest"               | MP Remix                                                                     |
| 2013 | S.A.M.                               | "Nangijala"                           | Maceo Plex Reggae Edit                                                       |
| 2013 | Sound Stream                         | "Love Jam"                            | Maceo Plex Unofficial Remix                                                  |
| 2013 | Visnadi                              | "Racing Tracks"                       | Indianapolis Drive Mix / Maceo Plex Edit                                     |
| 2014 | Archive                              | "Again"                               | Maceo Plex Edit                                                              |
| 2014 | Chelsea Wolfe                        | "The Warden"                          | Maceo Plex Remix                                                             |
| 2014 | Crash Course in Science              | "Flying Turns"                        | Maceo Plex Edit                                                              |
| 2014 | GusGus                               | "Crossfade"                           | Maceo Plex Mix                                                               |
| 2014 | Odd Parents                          | "Learn to Fly"                        | Maceo 808 Dub Maceo's Flight Home Remix                                      |
| 2014 | Röyksopp                             | "Sordid Affair"                       | Maceo Plex Mix                                                               |
| 2014 | The Iron Curtain                     | "The Condos"                          | Maceo Plex Remix                                                             |
| 2014 | The Smiths                           | "How Soon Is Now"                     | Maceo Plex Edit                                                              |
| 2014 | WhoMadeWho                           | "Heads Above"                         | Maceo Plex Dub Maceo Plex Remix                                              |
| 2015 | Dionigi                              | "Vitamin B1 / Energy From the Vacuum" | Maceo Plex Edit                                                              |
| 2015 | Joy Wellboy                          | "The Magic"                           | Maceo Plex & Shall Ocin Dub                                                  |
| 2015 | Maceo Plex featuring DNCN            | "Eternal 808"                         | Maceo Plex Unreleased Remix                                                  |
| 2015 | Stephan Bodzin                       | "Powers of Ten"                       | Maceo Plex & Shall Ocin Remix                                                |
| 2015 | Opale                                | "Sparkles and Wine"                   | Maceo Plex Mix                                                               |
| 2015 | Strange Cargo                        | "Million Town"                        | Maceo Plex & Dolores del Amo Club Mix                                        |
| 2016 | Sailor & I                           | "Black Swan"                          | Maceo Plex Remix                                                             |
| 2017 | Dino Lenny                           | "Shoot Me to the Sky"                 | Maceo Plex Remix                                                             |
| 2017 | Rebolledo                            | "Discótico Pléxico"                   | Maceo Plex Remix                                                             |
| 2017 | Sefton                               | "Stranded In Passion"                 | Maceo Plex Remix                                                             |
| 2018 | Der Dritte Raum                      | "Hale Bopp"                           | Maceo Plex Edit                                                              |
| 2018 | Dino Lenny                           | "Guilty Officer"                      | Maceo Plex Remix                                                             |
| 2018 | Maribou State featuring Holly Walker | "Nervous Tics"                        | Maceo Plex Remix                                                             |
| 2018 | Remake                               | "Blade Runner"                        | Maceo Plex Renaissance Remix                                                 |
| 2019 | CJ Bolland & The Advent              | "Camargue 2019"                       | Maceo Plex Remix                                                             |
| 2020 | Coldcut                              | "Timber"                              | Maceo Plex Remix                                                             |
| 2020 | Faithless featuring Nathan Bell      | "Synthesizer"                         | Maceo Plex Remix                                                             |
| 2020 | Melawati                             | "Daliah"                              | Maceo Plex Remix                                                             |
| 2020 | New Order                            | "Be a Rebel"                          | Maceo Plex Remix                                                             |
| 2020 | Perry Farrell                        | "Let's All Pray for This World"       | Maceo Plex Electro Remix Maceo Plex Glitchy Remix Maceo Plex Exclusive Remix |
| 2020 | Rone                                 | "Babel"                               | Maceo Plex Remix                                                             |
| 2021 | Chromatics                           | "Shadow"                              | Maceo Plex Remix                                                             |
| 2021 | Faithless                            | "Insomnia"                            | Insomnia 2021                                                                |

### Edições e remixes inéditos
| Ano  | Artista                        | Acompanhar                 | Título                   |
| ---- | ------------------------------ | -------------------------- | ------------------------ |
| 2011 | Liberty City                   | "That's What I Got"        | Maceo Plex Re-Edit       |
| 2012 | Depeche Mode                   | " Policy of Truth "        | Maceo Plex Personal Edit |
| 2012 | Jack Rabbit                    | "Untitled"                 | Maceo Plex Edit          |
| 2012 | Steve Reich & Coldcut          | "Music for 18 Musicians"   | Maceo Plex Remix         |
| 2012 | The Revenge com Danielle Moore | "Just Be Good to Me"       | Maceo Plex Remix         |
| 2013 | Kavinsky com Lovefoxxx         | "Nightcall"                | Maceo Plex               |
| 2013 | The Rolling Stones             | "Heaven"                   | Maceo Plex Re-Edit       |
| 2014 | Jeanette Thomas                | "Shake Your Body"          | Maceo Plex Remix         |
| 2015 | Paul Hertzog                   | "Triumph" (Bloodsport OST) | Maceo Plex Remix         |
| 2016 | Jan Hammer                     | "Crockett's Theme"         | Editar Maceo Plex        |

## Discografia sob Maetrik

### Álbuns de estúdio
- Quality Exertion (Treibstoff, 2002)
- Casi Profundo (Treibstoff, 2005)
- My Cyborg Depths (como Mariel Ito) (SCSI-AV, 2005)

### Simples e EPs
- Conect (Treibstoff, 2001)
- Bias Defiance EP (Chalant Music, 2002)
- Entering The Cycle EP (Imigrante, 2002)
- Maetrik / Brian Aneurysm - The Sober Scene (Iron Box Music, 2002)
- Remote EP (Iron Box Music, 2002)
- The Fall Out EP (Intrinsic Design, 2002)
- Freaky Flow (Big Chief, 2003)
- Echando Alma EP (Morris Audio Citysport Edition, 2003)
- Force Feeling (Treibstoff, 2003)
- My specs (Treibstoff, 2003)
- Being Used (Iron Box Music, 2004)
- Tiny Destructor (Treibstoff, 2005)
- Cologne And Back (Treibstoff, 2005)
- The Prophecy (Tic Tac Toe Records, 2006)
- Maetrik vs. Mariel Ito - Data Addict EP (Música Afetada, 2006)
- Aggravate Me (Stil Vor Talent, 2006)
- Polygon Bug (Iron Box Music, 2007)
- Transform EP (Regular, 2007)
- Future Will Survive (Treibstoff, 2007)
- Sexus  (Regular, 2007)
- Space Chronic EP (Mothership, 2008)
- Hardwire EP (Iron Box Music, 2008)
- Advanced Mechanics E.P. (Treibstoff, 2008)
- They Love Terror EP (Treibstoff, 2009)
- Melted Mind EP (Mothership, 2009)
- Envy (Dumb-Unit, 2009)
- Maetrik / Maceo Plex - Clubs EP (Resopal Schallware, 2009)
- Chose Your System (Remix de Adam Beyer) (Treibstoff, 2009)
- Gliding Blind EP (Audiomatique Recordings, 2010)
- Simon Wish vs. Cruz + Lati / Maetrik Feat. Kule Runner - Dawn's Highway / Snorkel ( Cocoon Recordings, 2010)
- So Real (Dumb-Unit, 2010)
- Unleash The Beast EP (Ellum Audio, 2012)
- The Reason (Cocoon Recordings, 2012)
- The Entity (Truesoul, 2012)
- Retorno EP (Clash Lion, 2017)